# Maurice Labro
Maurice Labro (Courbevoie, 21 settembre 1910 – Parigi, 23 marzo 1987) è stato un regista francese.

## Biografia
In 20 anni di carriera, realizzò 26 film, tutti considerati di serie B e principalmente con un unico attore-stella che permetteva di avere un nome famoso sui manifesti per attirare il pubblico e attorno al quale girava l'intera pellicola. Così lavorò con Fernandel in Il grande eroe (1949), e Il sonnambulo (1951), il comico Roger Nicolas in Le Roi du bla bla bla (1951), il cantante André Claveau in Pas de vacances pour monsieur le maire (1951) e l'animatore radiofonico Yves Deniaud in Monsieur Leguignon lampiste (1952) e Leguignon guérisseur (1954).
Nella seconda parte della sua carriera, Labro si dedicò alla regia di film d'azione e di spionaggio, tra i quali La belva scatenata (1959), con Lino Ventura e Il gorilla ha morso l'arcivescovo (1963) con Roger Hanin.

## Filmografia
- La Nuit des dupes, co-regia di Pierre Weill - cortometraggio (1933)
- Les Gosses mènent l'enquête (1947)
- Trois garçons, une fille (1948)
- Il grande eroe (L'Héroïque Monsieur Boniface) (1949)
- Le Tampon du capiston (1950)
- Le Roi du bla bla bla (1951)
- Il sonnambulo (Boniface Somnambule) (1951)
- Pas de vacances pour Monsieur le Maire (1951)
- Monsieur Leguignon lampiste (1952)
- Deux de l'escadrille (1953)
- Saluti e baci, co-regia di Giorgio Simonelli (1953)
- J'y suis, j'y reste (1954)
- Ma petite folie (1954)
- Leguignon guérisseur (1954)
- On déménage le colonel (1955)
- La villa Sans Souci (Villa Sans-Souci) (1956)
- Le Colonel est de la revue (1957)
- Azione immediata (Action immédiate) (1957)
- La belva scatenata (Le fauve est lâché) (1959)
- Le canaglie (Les Canailles) (1960)
- Il gorilla ha morso l'arcivescovo (Le Gorille a mordu l'archevêque) (1962)
- X3 chiama Brigitte (Jusqu'à plus soif) (1962)
- Le Captif (1963)
- A 027 - Da Las Vegas in mutande (Blague dans le coin) (1963)
- Agente Coplan: missione spionaggio (Coplan prend des risques) (1964)
- Jaguar... professione spia (Corrida pour un espion) (1965)
- Ore violente (Casse-tête chinois pour le judoka) (1967)
- La Feuille d'érable - serie TV (1972)